# 髙橋透
髙橋 透（たかはし とおる、1960年〈昭和35年〉9月6日 - ）は、日本の政治家。宮崎県日南市長（2期）。元宮崎県議会議員（5期）。

## 経歴
宮崎県日南市酒谷に生まれる。1979年3月、宮崎県立日南高等学校卒業。1980年4月、日南市役所入庁。その後連合県南地協事務局長、日南市職労執行委員長を努める。
2003年4月、第15回統一地方選挙の一環で行われた宮崎県議会議員選挙に社民党公認で立候補し初当選。2019年4月16日、5選。
2020年11月2日、任期満了に伴う日南市長選挙に立候補する意向を表明した。
2021年4月18日執行の日南市長選挙に連合宮崎の推薦を受けて立候補。崎田恭平市政の刷新を掲げ、自民党・公明党の推薦を受けた前市産業経済部長の黒岩保雄を破り初当選した。4月26日、市長に就任。
※当日有権者数：43,287人 最終投票率：56.61%（前回比：-6.01pts）
| 候補者名 | 年齢 | 所属党派 | 新旧別 | 得票数   | 得票率 | 推薦・支持             |
| -------- | ---- | -------- | ------ | -------- | ------ | ---------------------- |
| 髙橋透   | 60   | 無所属   | 新     | 13,594票 | 56.04% | （推薦）連合宮崎       |
| 黒岩保雄 | 57   | 無所属   | 新     | 10,664票 | 43.96% | （推薦）自民党・公明党 |

2025年4月20日執行の市長選挙では新人2人を破り再選した。
※当日有権者数：40,238人 最終投票率：51.44%（前回比：-5.07pts）
| 候補者名 | 年齢 | 所属党派 | 新旧別 | 得票数   | 得票率 | 推薦・支持 |
| -------- | ---- | -------- | ------ | -------- | ------ | ---------- |
| 髙橋透   | 64   | 無所属   | 現     | 10,701票 | 51.99% |            |
| 鎌倉優太 | 57   | 無所属   | 新     | 8,467票  | 41.36% |            |
| 長友正徳 | 37   | 無所属   | 新     | 1,415票  | 6.87%  |            |